# Kurzeme
Kurzeme (tiếng Latvia: Kurzeme; tiếng Anh: Courland; tiếng Livonia: Kurāmō; Tiếng Đức và tiếng Thụy Điển: Kurland; tiếng Latinh: Curonia / Couronia; tiếng Litva: Kuršas; tiếng Estonia: Kuramaa; tiếng Ba Lan: Kurlandia; tiếng Nga: Курляндия; tiếng Belarus: Курляндыя; tiếng Phần Lan: Kuurinmaa) là một trong những vùng văn hóa lịch sử Latvia. Các vùng Zemgale và Sēlija đôi khi được coi là những phần thuộc Kurzeme.

## Địa lý và khí hậu

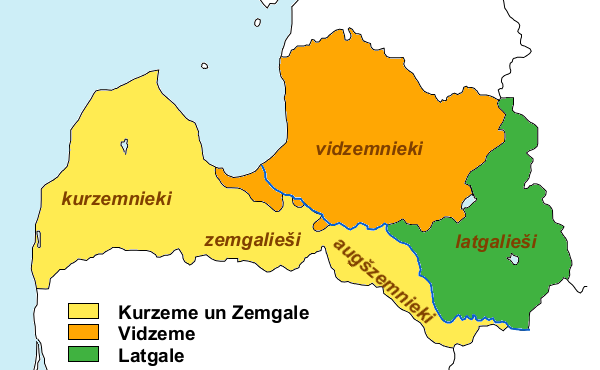
Các khu vực lịch sử của Latvia, cùng với các nhóm văn hoá Latvian; Courland Kurzeme) và Semigallia (Zemgale) màu vàng

Nằm ở phía Tây Latvia, Courland tương ứng với các quận Lulvie, Liepāja, Saldus, Talsi, Tukums và Ventspils.
Khi kết hợp với Semigallia và Selonia, ranh giới Đông Bắc của Courland là sông Daugava, tách nó ra khỏi vùng Latgale và Vidzeme. Phía Bắc, bờ biển của Courland nằm dọc theo vịnh Riga. Phía Tây giáp biển Baltic và phía nam Litva nằm giữa 55 ° 45 'và 57 ° 45' Bắc và 21 ° và 27 ° Đông.
Khu vực này bao gồm 27.286 km² (10.535 sq.mi.), trong đó 262 km² (101 sq.mi.) được tạo thành từ hồ. Nói chung có đặc điểm thấp và sóng, bờ biển phẳng và đầm lầy. Bên trong có  cồn cát, phủ bởi thông, vân sam, bạch dương, cây sồi, đầm lầy, hồ và các mảng màu mỡ giữa. Độ cao của Courland không bao giờ tăng cao hơn 213 m (700 ft) so với mực nước biển.
Đồng bằng Jelgava phân chia Courland thành hai phần, phía Tây, có màu mỡ và có mật độ dân cư, ngoại trừ ở phía bắc và phía đông, ít màu mỡ và có chỗ ở thấp.
Gần một trăm sông thoát nước của Courland, nhưng chỉ có ba trong số các con sông này - Daugava, Lielupe và Venta - có thể điều hướng được. Tất cả đều chảy về phía Tây Bắc và đổ xuống biển Baltic.
Do có nhiều hồ và đầm lầy nên Courland có khí hậu ẩm ướt, thường có sương mù và có thể thay đổi, đặc biệt mùa đông là nghiêm trọng.

## Lịch sử

### Lịch sử từ thời xa xưa
Trong thời cổ đại, Curonians, một bộ tộc ngoại giáo, đã sống ở Courland. Các anh em của Thanh kiếm, một trật tự quân sự Đức, làm dịu các Curonians và biến họ thành Kitô giáo vào đầu thế kỷ thứ 13. Do đó vào năm 1230 nhà vua Lammekinus (Lamikisus) của xứ Curon đã hòa bình trực tiếp với vị đại diện giáo hoàng. Ông chấp nhận phép báp têm, và trở thành một chư hầu của Đức Giáo hoàng. [1] Vào năm 1237, khu vực này đã đi vào quy luật của các Hiệp sĩ Núi với việc kết hợp của trật tự này với của Bậc Thầy của Kiếm.

### Liên minh Livonia
Các Livonian Liên đoàn là một liên minh lỏng lẻo tổ chức được hình thành bởi Đức dẫn đầu theo thứ tự Livonian và giám mục khác nhau mà bao trùm nhiều ngày nay Estonia và Latvia. Nó tồn tại từ năm 1228 đến những năm 1560, khi nó bị phân đoạn trong các cuộc Chiến tranh ở Livonia.

### Duchy của Courland và Khối thịnh vượng Ba Lan-Litva, 1561-1795

Các Duchy của Kurzeme và Semigallia vì nó xuất hiện năm 1740

Công tước của Courland và Semigallia là một vương triều bán độc lập tồn tại từ năm 1561 đến năm 1795, bao gồm các khu vực của Courland và Semigallia. Mặc dù về mặt danh pháp một quốc gia thuộc khối Khối thịnh vượng Ba Lan-Litva, các dukê hoạt động tự trị. Trong thế kỷ 18, Nga đã có được ảnh hưởng lớn lao đối với Duchy.
Công quốc là một trong những quốc gia châu Âu nhỏ nhất để định cư lãnh thổ ở nước ngoài, thiết lập những tiền đồn ngắn ngủi trên đảo Caribbean Tobago và Trinidad và ở cửa sông Gambia ở châu Phi trên đảo James.
Năm 1795, Công tước cuối cùng, Peter von Biron, đã nhượng Công tước cho đế quốc Nga.
Trước kia, Giám mục của Courland được trực tiếp kết hợp vào Khối thịnh vượng Ba Lan-Litva như là huyện Piltyń của Wenden và sau đó thuộc tỉnh Inflanty Voivodeship.

### Courland là một phần của Nga
Sau khi Đế chế Nga sáp nhập, lãnh thổ của Công tước cũ đã thành lập Courland Governorate.
Từ thời kỳ Các cuộc Thập tự chinh Bắc Phi vào đầu thế kỷ 13, hầu hết đất đai thuộc sở hữu của quý tộc đều có nguồn gốc từ những kẻ xâm lược Đức. Năm 1863, chính quyền Nga ban hành luật cho phép người Latvian, những người chiếm đa số, mua các trang trại mà họ nắm giữ, và các ngân hàng đặc biệt được thành lập để giúp đỡ họ. Bằng cách này, một số người mua nông trại của họ, nhưng khối lượng lớn dân số vẫn không có đất và sống như những người lao động được tuyển dụng, chiếm một vị trí thấp trong quy mô xã hội.
Nông nghiệp là nghề chủ yếu, với các loại cây trồng chủ yếu là lúa mạch đen, lúa mạch, yến mạch, lúa mì, lanh, và khoai tây. Các điền trang lớn đã tiến hành nông nghiệp với kỹ năng và kiến thức khoa học. Trái cây phát triển tốt. Những con bò, cừu và lợn xuất sắc đã được giữ. Liepāja và Jelgava hoạt động như các trung tâm công nghiệp chính, với các nhà máy sắt, các máy móc nông nghiệp, các nhà máy thuộc da, các sản phẩm thủy tinh và xà phòng. Lanh sợi đã diễn ra chủ yếu như một ngành công nghiệp trong nước. Sắt và đá vôi là những khoáng vật chính; một chúthổ phách đã được tìm thấy trên bờ biển. Các cảng biển duy nhất là Liepāja, Ventspils và Palanga, không có ở bờ biển Courland của Vịnh Riga.

#### Dân số
| Residents of Courland by ethnicity (2011) | Residents of Courland by ethnicity (2011) | Residents of Courland by ethnicity (2011) | Residents of Courland by ethnicity (2011) | Residents of Courland by ethnicity (2011) |
| ----------------------------------------- | ----------------------------------------- | ----------------------------------------- | ----------------------------------------- | ----------------------------------------- |
|                                           |                                           |                                           |                                           |                                           |
| Người Latvia                              | Người Latvia                              |                                           | 75.8%                                     | 75.8%                                     |
| Người Nga                                 | Người Nga                                 |                                           | 14.7%                                     | 14.7%                                     |
| Người Litva                               | Người Litva                               |                                           | 2.6%                                      | 2.6%                                      |
| Người Ukraina                             | Người Ukraina                             |                                           | 2.5%                                      | 2.5%                                      |
| Người Belarus                             | Người Belarus                             |                                           | 2.0%                                      | 2.0%                                      |
| Người Ba Lan                              | Người Ba Lan                              |                                           | 0.7%                                      | 0.7%                                      |
| Khác                                      | Khác                                      |                                           | 1.7%                                      | 1.7%                                      |

Năm 1870 dân số là 619.154 người; năm 1897 nó là 674,437 (trong đó 345,756 là phụ nữ); vào năm 1906 ước tính là 714.200. Trong tổng thể, 79% là người Latvia, 8,4% người Đức Baltic, khoảng 8% người Do Thái, [3] 1,4% người Nga, 1% người Litva, 1% người Ba Lan, và một số người Livonia.
Các thị trấn chính của mười quận là Jelgava (Mitau), thủ phủ của Courland (số 35.011 năm 1897); Liepāja (Libau) (nhạc pop 64.500 năm 1897); Bauska (6.543); Jaunjelgava (Friedrichstadt) (5.222); Kuldīga (Goldingen) (9.733); Grobiņa (1.489); Aizpute (Hasenpoth) (3.338); Ilūkste (Illuxt) (2.340); Talsi (Talsen) (6,215); Tukums (Tuckum) (7542); và Ventspils (Windau) (7,132).
75% dân số thuộc về mệnh giá phổ biến, Lutheranism; phần còn lại thuộc về Eastern Orthodox và Công giáo La Mã thờ. Có một dân số người Do Thái nhỏ nhưng mạnh mẽ.

### Courland trong và sau Thế chiến I

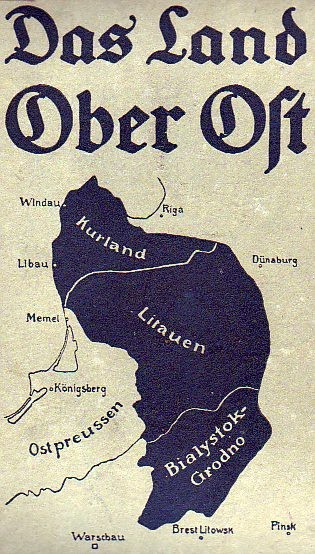
Thông báo công khai về vùng Ober Ober Đức bao gồm Quận Courland (Kurland) năm 1917

Trong Thế chiến I, Courland đã hình thành một phần của rạp Mặt trận phía Đông hoạt động mà chiến đấu chủ yếu giữa các lực lượng của Nga và Đức Đế quốc. Sau cuộc rút lui vĩ đại của Nga năm 1915, Courland nằm dưới quyền kiểm soát của chỉ huy quân đội Ober Ober của Đức trong người của Paul von Hindenburg, một anh hùng quân đội Prussian. (Chính quyền Nga của Courland Governorate đã bị lưu đày đến Tartu không bao giờ trở lại). Với những vùng đất rộng lớn thuộc vùng Ober Ost 'do Erich Ludendorff lãnh trách nhiệm quản lý khu vực rộng lớn thuộc thẩm quyền của mình. Quận Courland (bao gồm một phần của Semigallia) được làm thành một trong ba huyện của khu vực, cũng được gọi là Ober Ost.
Theo quy luật của Nga trong phần còn lại của những gì hiện đang Latvia bắt đầu sụp đổ vào cuối Thế chiến I, Baltic Đức đã bắt đầu một quá trình hình thành Hội đồng tỉnh giữa tháng 9 năm 1917 và tháng 3 năm 1918, cạnh tranh với các dân tộc Latvia di chuyển 'đối độc lập. Với Hiệp ước Brest-Litovsk ngày 3 tháng 3 năm 1918, chính phủ Bolshevik mới của Nga đã chính thức từ bỏ quyền kiểm soát Courland tới Đức. Các Duchy của Kurzeme và Semigallia được công bố vào ngày 08 tháng 3 năm 1918 bởi một Baltic Đức Landesrat, người cung cấp các vương miện của công tước sang tiếng Đức Kaiser Wilhelm II. Wilhelm đã công nhận công chúa như một chư hầu của Đứccùng tháng đó. Tuy nhiên, hòn đảo này đã bị Lục quân Hoa Kỳ kiểm soát vào ngày 22 tháng 9 năm 1918. Vào ngày 18 tháng 11 năm 1918, Latvia tuyên bố độc lập vào ngày 7 tháng 12 năm 1918, quân đội Đức giao quyền cho Chính phủ lâm thời Latvian thân Đức do Kārlis Ulmanis lãnh đạo. Vào tháng 1 năm 1919, phần lớn Courland đã bị xâm chiếm bởi Liên bang Xô viết Xã hội Xã hội Chủ nghĩa Xô viết Latvia của Bolsheviks nhưng chính phủ lâm thời với sự trợ giúp của các lực lượng Đức đã đẩy trở lại và đưa Courland vào tháng Tư. Trong suốt Chiến tranh giành độc lập ở Latvia, phần lớn của Courland vẫn là một thành trì của Đức. Latvia cuối cùng đã ký lệnh ngừng bắn với Đức vào ngày 15 tháng 7 năm 1920, vàHiệp ước Riga từ ngày 11 tháng Tám đã kết thúc chiến tranh.

### Courland là một phần của Latvia
Sau Thế chiến I, Courland trở thành một trong năm tỉnh của nước mới thành lập của Latvia. Các tỉnh này tương ứng với bốn vùng truyền thống của Latvia và Riga. Năm 1935, Courland có diện tích 13.210 kilômét vuông (5.099 sq mi) và dân số 292.659 người khiến ít nhất là các tỉnh này. [4]

### Courland trong và sau Thế chiến II

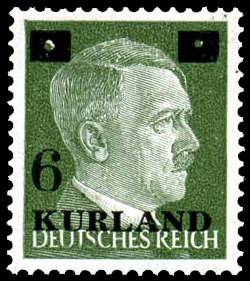
Tem bưu chính được sử dụng trong túi Courland (1945)

Các Quân đội Liên Xô chiếm đóng Latvia phù hợp với các điều khoản năm 1939 Hiệp ước Xô-Đức vào ngày 17 tháng 6 năm 1940. Vào ngày 05 tháng 8 năm 1940, các Liên Xô sáp nhập khu vực cùng với phần còn lại của Latvia đó đã được thực hiện một nước cộng hòa thành phần của Liên Xô, Latvian Sô Viết
Vào đầu Chiến dịch Barbarossa vào mùa hè năm 1941, Tập đoàn quân Đức Wehrmacht do North Marsh Wilhelm Ritter von Leeb đánh chiếm Courland, cùng với phần còn lại của Baltic ven biển. Năm 1944, Hồng quân dỡ bỏ cuộc bao vây Leningrad và chiếm lại vùng Baltic cùng với phần lớn Ukraine và Belarus. Tuy nhiên, khoảng 200.000 quân Đức đã được đưa ra ở Courland. Với lưng của họ đến biển Baltic, họ vẫn bị mắc kẹt trong những gì được biết đến như là Courland Pocket, bị Red Army và Hạm đội Biển Đỏ phong tỏa. Đại tá Heinz Guderian, Tổng tham mưu trưởng của Đức, đã cầu xin Adolf Hitler cho phép di tản quân đội ở Courland bằng đường biển để sử dụng trong việc phòng thủ nước Đức. Hitler từ chối và ra lệnh cho quân đội Wehrmacht, Waffen-SS, Luftwaffe và Kriegsmarine ở Courland tiếp tục bảo vệ khu vực. Hitler tin rằng họ cần thiết để bảo vệ các căn cứ tàu ngầm Kriegsmarine dọc theo bờ biển Baltic. Vào ngày 15 tháng 1 năm 1945, Tập đoàn Quân đội Courland (Heeresgruppe Kurland) được thành lập dưới sự chỉ huy của Đại tá Tiến sĩ Lothar Rendulic. Sự phong tỏa bằng các phần tử của Mặt trận Leningradcho đến ngày 8 tháng 5 năm 1945, khi Army Group Courland, sau đó dưới sự chỉ huy cuối cùng, Đại tá Carl Hilpert, đã đầu hàng Marshal Leonid Govorov, chỉ huy Mặt trận Leningrad (được tăng cường bởi các yếu tố của Mặt trận Baltic lần thứ 2) trên đường biên Courland. Vào thời gian này, nhóm gồm có khoảng 31 sư đoàn. Sau ngày 9 tháng 5 năm 1945, khoảng 203.000 binh lính của Nhóm Quân đội đã bắt đầu chuyển tới các trại tù ở Liên Xô về phía đông. Phần lớn trong số họ không bao giờ trở lại Đức (Haupt, 1997).
Courland vẫn là một phần của Liatvia Xô Viết trong Liên bang Xô viết sau Thế chiến II. Courland không còn là một đơn vị hành chính dưới thời Liên Xô, nhưng một Liepāja Oblast sớm, một trong ba vương quốc ở Latvia, gần tương ứng với Courland.
Với sự tan rã của Liên bang Xô viết, Courland đã trở thành một phần của Latvia độc lập một lần nữa và nó vẫn còn cho đến ngày nay. Mặc dù Courland không phải là một thực thể hành chính hiện nay, vùng Quy hoạch Courland (Kurzeme) với diện tích 13.596 km2 và dân số 301.621 trong năm 2008, bao gồm nhiều khu vực truyền thống. Phần còn lại của Courland là một phần của các khu quy hoạch của Riga và Semigallia (Zemgale).